# Herman Rarebell
Herman Rarebell (né le 18 novembre 1949 à Schmelz, Allemagne) est un batteur allemand plus connu pour avoir été le batteur et l'un des compositeurs du groupe allemand de hard rock Scorpions de 1977 à 1995, jouant sur huit albums studio.

## Biographie
Herman Rarebell est né le 18 novembre 1949 à Sarrebruck[réf. nécessaire]. Il rejoint le groupe Scorpions en 1977 en remplacement de son ami Rudy Lenners. Il reste en place au poste de batteur pendant 18 ans et est considéré comme faisant partie de la formation classique des Scorpions, celle des années de succès international. Son style à la batterie, très puissant et efficace, ainsi que son rôle de compositeur et sa forte personnalité font de lui rapidement un membre incontournable du groupe.
En 1982, Herman Rarebell sort un album solo intitulé Nip In The Bud. Il est le seul membre des Scorpions à avoir sorti un album solo tout en étant membre du groupe. Il compose également  lui-même certaines chansons des Scorpions comme Another Piece of Meat, Falling in Love ou Passion Rules the Game, et écrit ou contribué aux paroles de certains des titres les plus populaires du groupe comme Rock You Like a Hurricane, Make it Real, Dynamite, Blackout, Arizona, Bad Boys Running Wild, Don't Stop At the Top, Tease Me Please Me et d'autres.
Après avoir quitté Scorpions en 1995 pour des raisons personnelles (il sera remplacé d'abord par Curt Cress, qui assurera les sessions d'enregistrement de l'album Pure Instinct, puis par James Kottak à partir de la tournée qui suit), il fonde en compagnie du prince Albert de Monaco la maison de disques Monaco Records. Il garde néanmoins de très bonnes relations avec les membres des Scorpions.
Les années suivantes, il participe à divers projets musicaux comme Drum Legends, projet qui a réuni des ex-batteurs de renom.
En août 2006 à l'occasion du Wacken Open Air Festival où Scorpions avait la tête d'affiche, Herman Rarebell (ainsi que d'autres ex-membres du groupe comme Ulrich Roth et Rudy Lenners) remonte sur scène avec le groupe pour la première fois depuis son départ en 1995, devant plus de 60 000 spectateurs. Une très belle mais furtive apparition sur un morceau pendant le concert d'Ulrich Roth lors du festival Nancy on the rocks le 2 juin 2012 sur un vieux morceau des Scorpions, où il montre qu'il n'a rien perdu de son jeu puissant et précis.
En juin 2007, il sort un album intitulé I'm Back, son second album solo après Nip In The Bud en 1982.

## Discographie

### Scorpions
Pour plus de détails voir l'article : Discographie des Scorpions
- Taken by Force (1977)
- Tokyo Tapes (1978, live)
- Lovedrive (1979)
- Animal Magnetism (1980)
- Blackout (1982)
- Love at First Sting (1984)
- World Wide Live (1985, live)
- Savage Amusement (1988)
- Crazy World (1990)
- Face the Heat (1993)
- Live Bites (1995, live)

### En solo et avec d'autres musiciens
- 1982 : Herman Rarebell : Nip In The Bud
- 1985 : Herman Ze German and Friends : Herman Ze German and Friends
- 1998 : Herman Ze German & Friends : Stings Like a Scorpions
- 2002 : Herman Rarebell : Art Meets Music
- 2003 : R&R (Rarebell & Raab) : The Rhythm Of Art
- 2007 : Herman Ze German & Friends : I'm Back
- 2014 : Herman Rarebell & Friends : Herman's Scorpions Songs
- 2017 : Rarebell / Voss / Gudze : Rock Wolves : Rock Wolves